# Mopsitta tanta
Mopsitta tanta — викопний вид птахів нез'ясованого систематичного становища, що існував на початку еоцену, 54 млн років тому. Скам'янілі рештки знайдені в Данії у відкладеннях формування Фур на острові Морс. Голотип FU 110 ⁄ 139 складається лише з однієї плечової кістки досить великого розміру. Вважалося, що кістка належить представнику ряду папугоподібні. Отже цей вид мав бути найдавнішим відомим папугою. Проте подальші дослідження показали, що апоморфія залишків не характерна для папугоподібних. Було висловлено припущення, що рештки належать птаху родини ібісових, представників якої часто знаходять у формуванні Фур.